# Apostasy (película)
Apostasy es una película dramática británica de 2017 sobre Testigos de Jehová dirigida por Daniel Kokotajlo. Se proyectó en la sección Discovery del Toronto International Film Festival de 2017. Kokotajlo fue nominado en los premios BAFTA de 2018 por el Debut destacado de un Escritor, director o productor británico.

## Trama
Como devotas testigos de Jehová, las hermanas Alex y Luisa y su madre, Ivanna, están unidas en La Verdad. Alex admira a su hermana, segura de sí misma, mientras se esfuerza por seguir los pasos de Ivanna como una “buena testigo”. Pero cuando Luisa empieza a cuestionar al consejo de los Ancianos, provoca una transgresión que altera su vida y amenaza con expulsarla de la congregación. Si Ivanna y Alex no consiguen convencerla de que regrese, tendrán que evitarla por completo. Este desafío se hace más doloroso cuando la fe de su familia se enfrenta a otra desgarradora prueba. 

## Reparto
- Siobhan Finneran as Ivanna Whitling
- Robert Emms as Steven
- Sacha Parkinson as Luisa Whitling
- Jessica Baglow as Michelle
- Molly Wright as Alex Whitling